# لويزا كيالا
لويزا كيالا (بالبرتغالية: Luísa Kiala) مواليد 25 يناير 1982 في لواندا، هي لاعبة كرة يد أنغولية تلعب كظهير أيسر. مثلت منتخب أنغولا لكرة اليد للسيدات. شاركت في دورة الألعاب الأولمبية الصيفية سنة 2004. حققت المركز الأول في ألعاب عموم أفريقيا 2011.

## سجل المنافسة
شاركت في البطولات التالية:
- الألعاب الأولمبية الصيفية 2004
- الألعاب الأولمبية الصيفية 2008
- الألعاب الأولمبية الصيفية 2012
- الألعاب الأولمبية الصيفية 2016
- بطولة العالم لكرة اليد للسيدات 2011
- بطولة العالم لكرة اليد للسيدات 2013
- بطولة العالم لكرة اليد للسيدات 2015

## الميداليات
| الميدالية | المسابقة                |
| --------- | ----------------------- |
| ذهبية     | ألعاب عموم أفريقيا 2011 |

## روابط خارجية
- لويزا كيالا على موقع اللجنة الأولمبية الدولية (الإنجليزية)
- لويزا كيالا على موقع أوليمبيديا (الإنجليزية)